# Асейтунская кампания (1936)
Асейтунская кампания проходила во время гражданской войны в Испании в 1936 году. В декабре 1936 года националисты начали наступление, чтобы занять город Андухар. Националисты заняли 2600 квадратных километров (1000 квадратных миль) и разгромили республиканскую армию при Лопере, но не смогли занять Андухар.

## Военно-оперативная ситуация
В декабре 1936 года силы генерала Кейпо де Льяно и Сьерра начали наступление в провинции Кордова, с целью захвата богатого оливковыми плантациями Андухара и освобождения осажденной гражданской гвардии святилища Нуэстра-Сеньора-де-ла-Кабеса.

## Наступление
13 декабря силы националистов в составе 2000 рекете и регуларес (позже 4000) начали наступление. 20 декабря националисты заняли город Бухалансе, 22 декабря – Педро-Абад и Вильяфранка. Испанская республиканская армия решила начать контрнаступление, чтобы остановить продвижение националистов, и была организована новая южная армия под командованием генерала Фернандо Мартинес-Монхе. XIV-я интербригада была отправлена на фронт Кордовы. 24 декабря 9-я рота XIV-ой интербригады (600 человек) была уничтожена националистическими войсками в Вилья-дель-Рио (400 убитых), националисты заняли Вилья-дель-Рио и Лоперу, а 25 декабря – Монторо. 27 декабря XIV-я интербригада начала атаку с целью вернуть город Лопера, но в двухдневных боях понесла тяжелые потери, и 29 декабря прекратила атаки. К 31 декабря националисты заняли город Поркуна и остановили свое продвижение.

## Последствия
Националисты заняли 2600 кв. километров (1000 квадратных миль) оливковых земель (отсюда и «Асейтуна»), некоторые города и гидроэлектростанцию в Эль-Карпио. Тем не менее националисты не смогли занять Андухар, и 1 мая 1937 года республиканская армия штурмовала святилище Нуэстра-Сеньора-де-ла-Кабеса.